# Koalitionen för Familj (Rumänien)
Koalitionen för Familj (rumänska Coaliția pentru Familie) är en rumänsk paraplyorganisation av 34 medborgarorganisationer. De individuella föreningar sysslar med dem handikappades rättigheter, att motverka tillgång till abort och kristendom..
Enligt sin program inför årets 2018 folkomröstning ska ett äktenskap definieras som ett förbund mellan en man och en kvinna som bekräftas av en statlig myndighet. Ett äktenskap kan inte definieras genom kärlek eller tillgivenhet mellan människor eftersom dessa två saker är subjektiva känslor.. Koalitionen lyckades samla in över tre miljoner underteckningar till ett medborgarinitiativ som ledde till folkomröstning.
Efter folkomröstningen sade koalitionens ledare Mihai Gheorghiu att det låga valdeltagande härstammade från propaganda mot folkomröstningen. Senare har koalitionens anhängare i Rumäniens parlament lyckades att urvattna ett lagförslag som skulle ha gjort sex- och samlevnadsundervisning obligatoriska i skolor. Slutligen raderades alla benämningar av sex från förslaget och ersattes med hälsokunskap..